# 79

79(한국어: 칠십구)는 78보다 크고 80보다 작은 자연수다.

## 수학
- 22번째 소수(素數)다. 앞의 소수는 73, 다음 소수는 83이다.
- {\displaystyle {\sqrt {79}}}의 값은 약 8.888이다.

## 과학
- 금(Au)의 원자번호.
- NGC 79: 안드로메다자리 방향에 있는 타원은하.

## 교통
- 고속도로
  - 주간고속도로 제79호선: 웨스트버지니아주 찰스턴에서 펜실베이니아주 이리 근교까지 이어지는 미국의 주간고속도로.
  - 유럽 고속도로 79호선(영어판): 헝가리 미슈콜츠에서 그리스 테살로니키까지 이어지는 유럽 고속도로.
  - 오토루트 79호선(프랑스어판): 프랑스의 고속도로.

- 국도 제79호선
  - 대한민국 79번 국도: 경상남도 의령군 의령읍에서 창녕군 유어면까지 이어지는 대한민국의 국도.
  - 미국 79번 국도: 텍사스주 라운드록에서 켄터키주 러셀빌까지 이어지는 미국의 국도.
  - 이란 79번 국도

- 기타 도로
  - 현도 제79호선

## 문화유산
- 대한민국의 국보 제79호: 경주 구황동 금제여래좌상
- 대한민국의 보물 제79호: 홍천 희망리 삼층석탑
- 대한민국의 사적 제79호: 고령 지산동 고분군

## 방송
- 스카이라이프의 채널J 채널 번호.
- 지니 TV의 엣지TV 채널 번호.
- B tv의 더 무비 채널 번호.
- U+ TV의 K스타 채널 번호.
- LG헬로비전의 뉴트로TV 채널 번호.
- B tv 케이블의 KBS 스토리 채널 번호.
- KT HCN의 JTBC4 채널 번호.

## 기타
- 날짜: 7월 9일
- 연도: 79년, 기원전 79년